# Labrador West
Labrador West is de grootste bewoningskern van de regio Labrador, het vastelandsgedeelte van de Canadese provincie Newfoundland en Labrador. De plaats bestaat uit twee grotendeels met elkaar vergroeide gemeenten in het uiterste westen van de provincie, namelijk Labrador City en Wabush.

## Geschiedenis

### Ontstaan
Het eerste onderzoek naar de rijke ijzerertsader in het gebied werd gedaan door A.P. Low in 1896. In de jaren 1930 vonden de eerste stelselmatige onderzoeken naar het ijzerertspotentieel van de toen nog onbewoonde regio plaats. Onder meer onder invloed van de industrialisatiepolitiek van Joey Smallwood, de toenmalige premier van Newfoundland, begon eind jaren 1950 de bouw van een ijzerertsmijn door de Iron Ore Company of Canada (IOC). De IOC bouwde in 1958–1960 ook een 58 km lange aftakking van de Quebec North Shore and Labrador Railway (QNS&L), een goederenspoorlijn tussen de haven van Sept-Îles en de mijnplaats Schefferville, naar deze nieuwe mijn.
In 1960 bouwde de IOC de eerste arbeidersverblijfplaatsen. De overheid officialiseerde deze prille nederzetting in 1961 als zijnde het "Local Improvement District of Labrador City". Door de rijke ijzerertsmijn groeide Labrador City vrij snel uit tot een levendige mijnbouwgemeenschap.
In 1962 opende de Wabush Mining Company (WMC) een tweede mijnsite net ten zuidoosten van Labrador City. De WMC legde ook de Wabush Lake Railway aan, een korte spoorweg die de verbinding met de QNS&L maakt. De nederzetting die bij deze tweede mijn ontstond werd in 1967 officieel omgedoopt tot het "Local Improvement District of Wabush". Édouard Fiset en Paul Deschamps, architecten van Expo 67 te Montréal, tekenden het merendeel van het grondplan van Wabush uit.

### Latere geschiedenis
Begin jaren 1980 erkende de provincieoverheid zowel Labrador City als Wabush als volwaardige gemeenten (towns). In 1992 werd het westelijke gedeelte van de Trans-Labrador Highway afgewerkt. Sindsdien is Labrador West via Churchill Falls verbonden met Happy Valley-Goose Bay en zodus met de rest van het Labradorse wegennetwerk.
In de 21e eeuw is meermaals gesproken over een gemeentefusie tussen Labrador City en Wabush, maar deze is tot nog toe niet gematerialiseerd. Wel werken beide gemeentebesturen nauw samen en hebben ze een gedeelde officiële website. 

## Geografie
Labrador West is gelegen in het uiterste westen van de provincie op minder dan 10 km van de grens met Québec. De enige nabijgelegen plaats is de zuidelijkere Québecse mijnbouwgemeenschap Fermont die op een rijafstand van 25 km ligt. De volgende meest nabije bewoonde plaats is het 220 km noordoostelijker gelegen Churchill Falls.
Labrador City ligt net ten noordwesten van de dorpskern van het veel kleinere Wabush. De twee kernen worden van elkaar gescheiden door Little Wabush Lake en de zuidelijke uitloper van het enorme Wabush Lake. Via de amper 100 m brede connectie tussen beide meren maakt de Trans-Labrador Highway (NL-500) en de Wabush Lake Railway de connectie tussen beide kernen.
Tussen de dorpskernen van Labrador City en Wabush ligt de Wabush Airport.

## Demografie
In 2016 telde Labrador City 7.220 inwoners, bijna viermaal zo veel als de 1.906 inwoners die Wabush toen telde. Met bijna 9400 inwoners is Labrador West de grootste bewoningskern in een straal van 400 km en tegelijk de grootste bewoningskern van de regio Labrador. 
| Demografische ontwikkeling van Labrador West tussen 1961 en 2021           |
| -------------------------------------------------------------------------- |
|                                                                            |
| Bron: Statistics Canada (1956–1986, 1991–1996, 2001–2006, 2011–2016, 2021) |

In 2016 hadden 8.380 inwoners van Labrador West het Engels (91,8%) en 275 inwoners het Frans als moedertaal (3,0%). Vanwege de relatief grote Filipijnse gemeenschap waren er ook 250 mensen met het Tagalog als moedertaal (2,7%).
Engels is de algemene voertaal daar in 2016 9.070 mensen de taal machtig waren (99,4%). In totaal waren daarnaast 1.140 inwoners het Frans machtig (12,5%).

## Gezondheidszorg
In Labrador City bevindt zich het Labrador West Health Centre, een ziekenhuis dat daarnaast in hetzelfde complex ook rusthuisbedden aanbiedt. Het ziekenhuis valt onder de gezondheidsautoriteit Labrador-Grenfell Health.

## Galerij

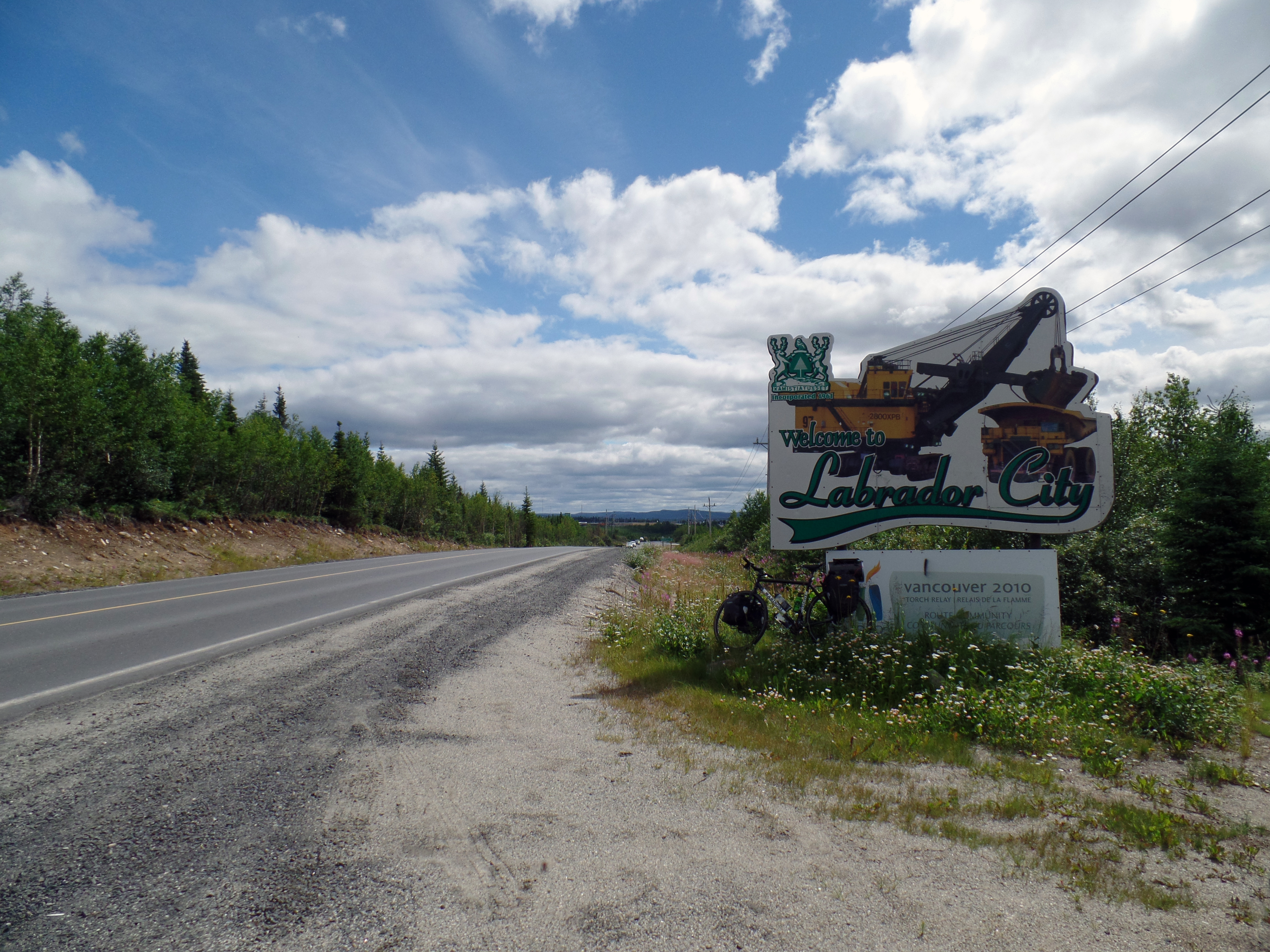
Toegangsbord van de gemeente Labrador City langs Route 500
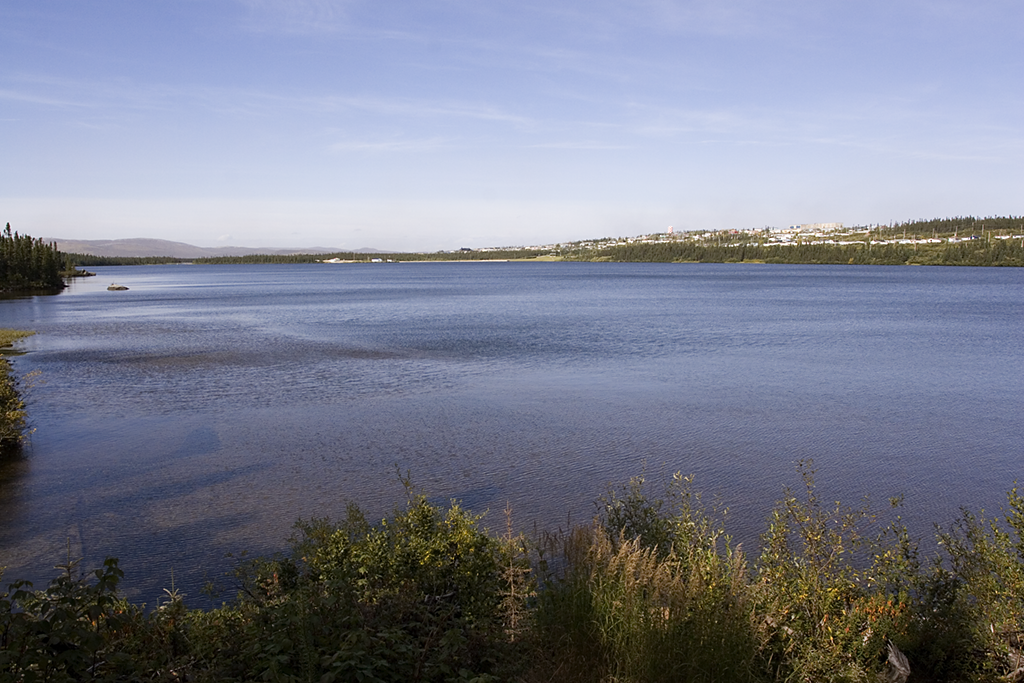
Zicht op Jean Lake met de kern van Wabush op de achtergrond
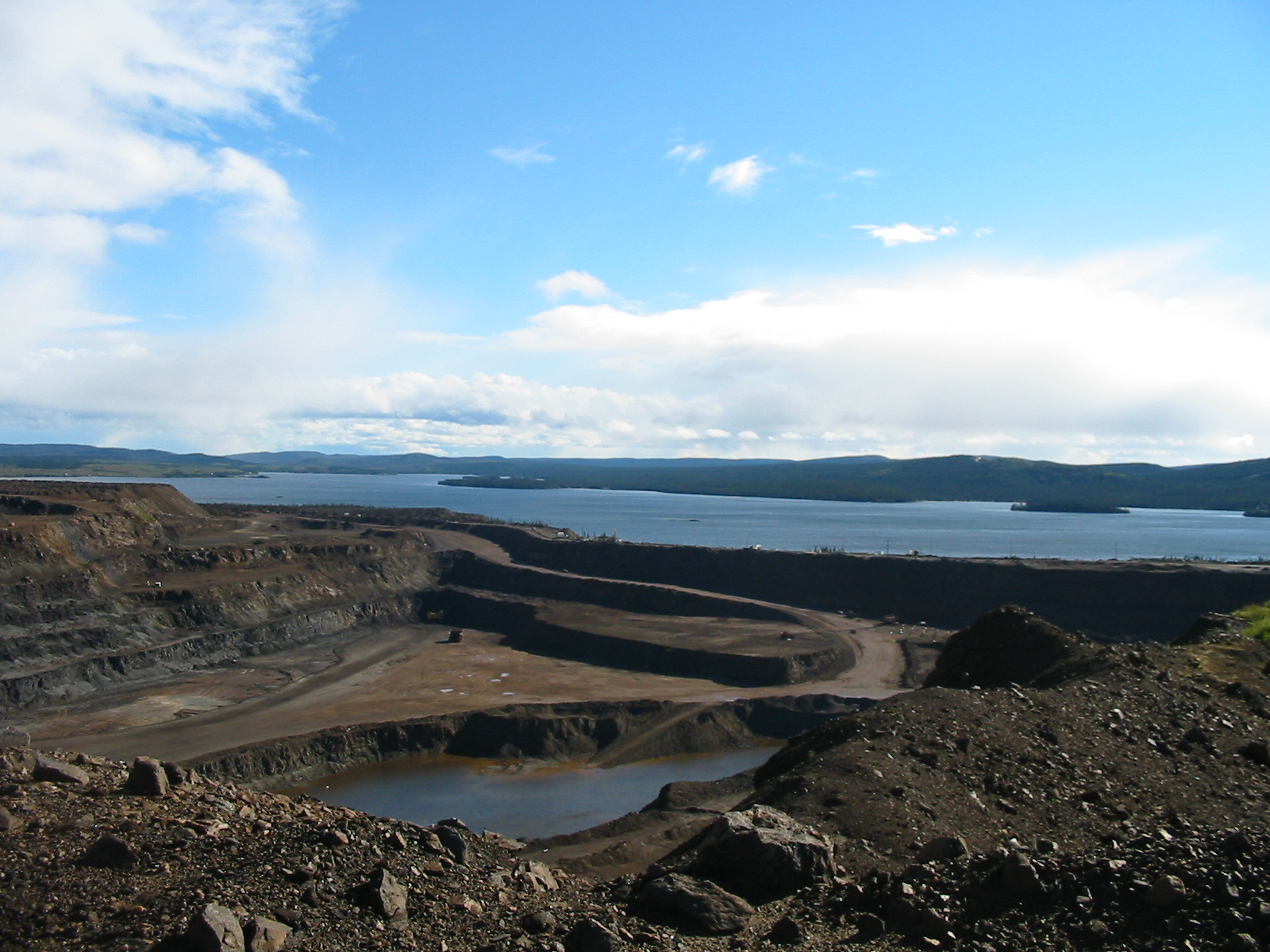
Een van de ijzerertsmijnen in de buurt van Labrador City